# Zdeněk Zelenka

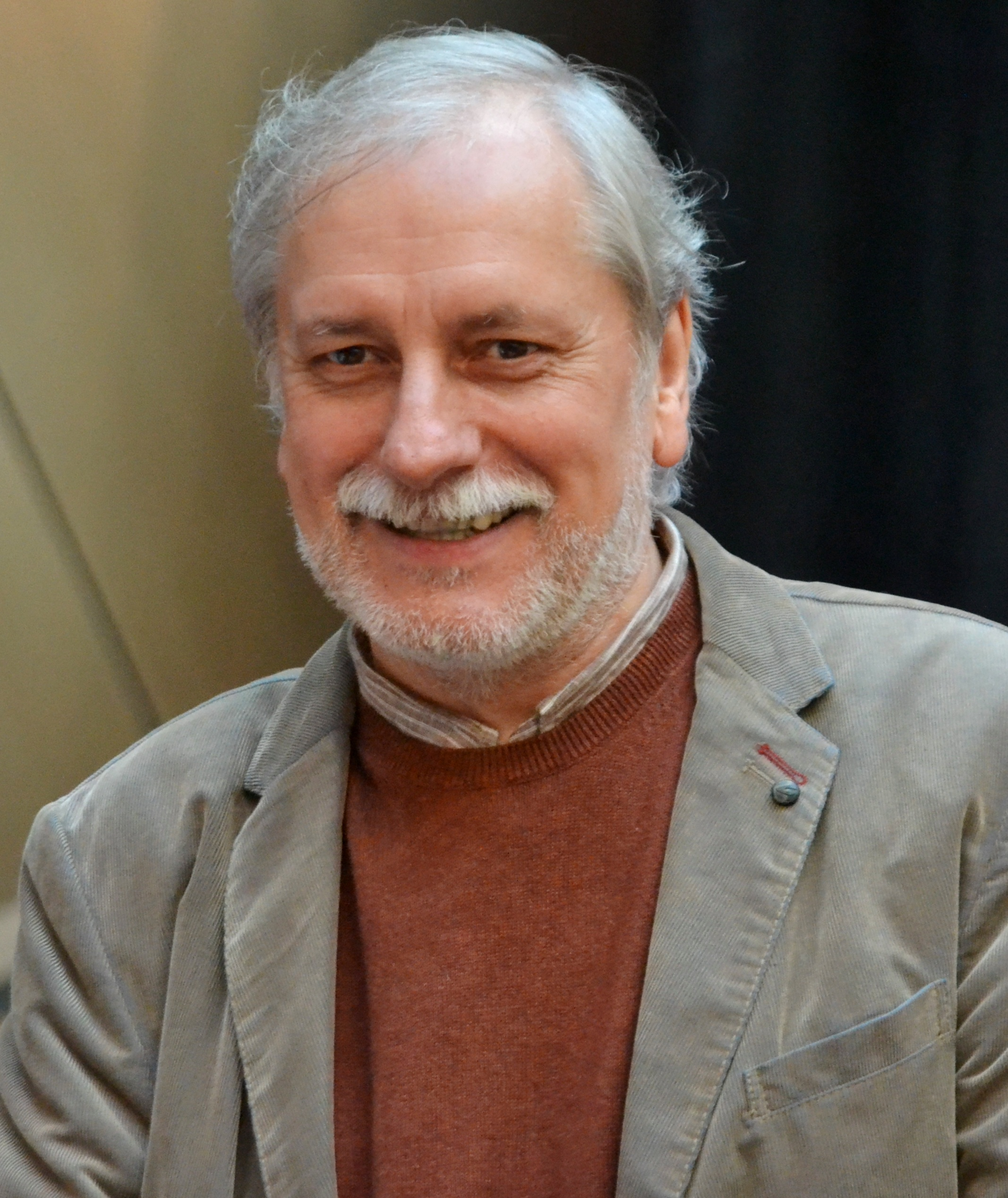
Zdeněk Zelenka (2014)

Zdeněk Zelenka (* 15. Dezember 1954 in Prag) ist ein tschechischer Drehbuchautor und Regisseur.
Zelenka studierte von 1976 bis 1981 Regie an der Fakultät für Film und Fernsehen der Akademie der Musischen Künste in Prag (FAMU) und arbeitete danach bis 1991 bei den Filmstudios Barrandov. Seitdem ist er freischaffend tätig. Zelenka wirkte auch als Dozent an der FAMU und den Filmschulen in Písek und Zlín.

## Filmografie
- 1985: Eine zauberhafte Erbschaft (Čarovné dědictví)
- 1986: Jsi falešný hráč
- 1990: Freonový duch
- 1990: Radostný život posmrtný
- Requiem pro panenku, 1991
- Tedaldo a Elisa, 1991
- Zálety koňského handlíře, 1991
- Oko za oko, 1991
- Láska zlatnice Leonetty, 1991
- Svědkyně, 1991
- Lorna a Ted, 1991
- Královský život otroka, 1992
- Šplhající profesor, 1992
- Hugo, já a múzy, 1992
- Moje malé starosti, 1992
- Nesmrtelná teta, Bonton, 1993
- Elegantní řešení, 1994
- Báječný víkend, 1994
- Poslední slovo, 1994
- Válka barev, FA Film, 1994
- Generálka Jeho Veličenstva, Česká televize, 1995
- Kean, Česká televize, 1995, Ausstattungsfilm nach Jean-Paul Sartre
- Azrael, anděl smrti, Fernsehfilm, 1995
- Bohatství slečny Kronkiové, Fernsehfilm, 1996
- Polední žár, Adaption nach dem Detektivroman von Patrick Quentin
- Arrowsmith, Fernsehfilm, 1997
- Rumpelstilzchen & Co., OT: Rumplcimprcampr, Märchenfilm, 1997
- Návštěva staré dámy, Fernsehfilm, 1999 nach, Friedrich Dürrenmatt
- Ideální manžel, Fernsehfilm 2001, nach der Komödie von Oscar Wilde
- Lakomec, Česká televize, 2002, nach einer Komödie von Molière.
- Černá karta, Česká televize 2004
- Milovníci a Loupežníci, Česká televize 2004
- 2005: Slečna Guru
- 2006: Zločin v lázních
- 2006: O Šípkové Růžence